# МАЗ-7904
МАЗ-7904 «Целина» — советское опытное внедорожное шестиосное двухмоторное шасси мощностью 1830 л. с. и созданное в единственном экземпляре Две кабины расположены с передней стороны по бокам. МАЗ-7904 был разработан и построен в 1983 году для использования на ракетном комплексе «Целина» с межконтинентальными баллистическими ракетами.

## История
Идея создания шасси заключалась в транспортировке тяжёлых ракет к месту запуска прямо с машины. Специально для его создания в Минск отправили 100 конструкторов с семьями, которые были обеспечены квартирами за счёт Минобороны. МАЗ-7904 «Целина» строился под руководством главного конструктора В. Е. Чвялева. В июне 1983 года появился прототип шестиосного транспортного шасси (12×12) с дизельными двигателями общей мощностью 1830 л. с., на котором планировалось смонтировать пусковую установку комплекса «Целина».
МАЗ-7904 долгое время оставался секретным объектом даже после распада СССР, о нем стало известно лишь в 2000-х годах
Заводские испытания проходили только ночью и по согласию с военными, которые составили график американских спутников, чтобы про секретный проект не узнали в США. По окончании заводских испытаний машину, которая в общей сложности прошла 540 км, разобрали и погрузили на 12-осную платформу, на которой она прибыла на Байконур в январе 1984 года. На этом испытания не были закончены, началась вторая фаза с испытанием нагрузки на борту. Для имитации использовалась баллистическая ракета РТ-23, произведенная в КБ «Южное». Во время проведения второго цикла выяснились существенные недостатки машины — низкая проходимость с грузом и плохая управляемость. Работы над проектом были прекращены, сборка второго прототипа МАЗ-7904 была остановлена, и конструкторы перешли к проектированию нового шасси для комплекса МАЗ-7906 «Целина-2».
После этого машина МАЗ-7904 хранилась в одном из ангаров на Байконуре, а в 2010 году она была утилизирована.

## Характеристики
- Длина: 32 000 мм
- Ширина: 6800 мм
- Высота: 3450 мм
- Скорость: 27 км/ч
- Грузоподъемность: 220 т
- Двигатель:
  - основной: 1500 л. с.
  - вспомогательный: 330 л. с.[2]